# 후지필름 X-H1
후지필름 X-H1은 후지필름이 2018년 2월 15일에 발표된 DSLR 스타일의 미러리스 카메라이다. 후지필름 X-마운트를 사용한다. 판매는 2018년 3월 1일부터 개시되었다.